# Льодовиковий період: Пригоди Бака
«Льодовиковий період: Пригоди Бака» або «Льодовиковий період: Пригоди Бака Вайлда» (англ. The Ice Age Adventures of Buck Wild) — американський комп'ютерно-анімаційний пригодницький комедійний фільм 2022 року, знятий Джоном К. Донкіним в його режисерському дебюті, за сценарієм Джима Гехта, Рея ДеЛаурентіса і Вільяма Шифріна. Спін-офф 6-ї частини франшизи «Льодовиковий період» і сиквел фільму «Льодовиковий період: Курс на зіткнення». У фільмі звучать голоси Саймона Пегга (повторно виконуючого роль Бака Вайлда), Вінсента Тонга, Аарона Гарріса, Уткарша Амбудкара і Жустіни Мачадо, які грають головні ролі у фільмі.
У ньому розповідається про двох братів-опосумів Креша і Едді і їх пригоди по перетворенню в самостійних опосумів разом з титульним персонажем Баком Вайлдом. Спочатку планувалося, що це буде телевізійний серіал, але «Льодовиковий період: Пригоди Бака» були перероблені в повнометражний фільм. Знятий компанією Walt Disney Pictures, він вийшов у прокат 28 січня 2022 року як оригінальний фільм Disney+.
Фільм отримав загалом негативні відгуки критиків, яким не сподобались перестановка акторів озвучення, відсутність основної уваги до титульного персонажа, якість анімації, відсутність Скрета і рішення зняти фільм без участі Blue Sky Studios. Можливість створення продовження фільму обговорювалася виконавчим продюсером Лорі Форте.

## Сюжет
Креш і Едді випадково викликають лавину та руйнують літній будинок банди. Банда сердиться на них, і Креш з Едді таємно залишає свій тимчасовий табір. Коли Креш і Едді натикаються на вхід в Загублений світ — країну, повну динозаврів, Еллі наполягає на тому, щоб банда розшукала їх. Креш і Едді стикаються з Баком Вайлдом, який рятує їх від хижаків і розповідає, що протоцератопс на ім'я Орсон, над яким в дитинстві знущалися за те, що у нього величезний мозок, втік із заслання і прийшов завойовувати Загублений світ. Бак намагається повернути Креша і Едді в їх будинок, але виявляє, що Орсон закрив вхід валуном.
Бак і опосуми відправляються в притулок Бака, де Бак пояснює, що колись він був частиною старої команди, яка заснувала водопій як місце мирного співіснування тварин. Далі він розповідає, що Орсон не прийняв пропозицію приєднатися до його команди, тому що вірив у світ, де сильні домінують над слабкими, а він — їх лідер. Далі Бак пояснює, що вони перемогли Орсона і вигнали його на острів, де він дізнався, що може керувати двома хижаками за допомогою вогню.
Два хижаки знаходять притулок Бака, але Зі, зорілла, яка раніше була частиною колишньої команди Бака, рятує Бака і опосумів, використовуючи газ, щоб знищити хижаків. Потім Орсон збирає цілу армію хижаків і нападає на водопій, а Бак і Зі наказують тваринам евакуюватися. Бак і Зі, стосунки яких після розриву команди стали напруженими, відправляються разом з опосумами за допомогою. Вони прибувають в Загублену лагуну і викликають свого старого друга — тиранозавра Маму. Коли Орсон і його хижаки знову нападають на них, Бак і Зі прощають один одного за розрив старої команди і погоджуються працювати разом. Як відволікаючий маневр Бак потрапляє в полон до Орсона, що дозволяє іншим втекти.
Намагаючись з'ясувати, як Орсон керує хижаками, Зі та опосуми розробляють план повернення Бака. Еллі та інші здогадуються, що Креш і Едді потрапили в Загублений світ, і відкривають вхід. Вони стикаються з Мамою, яка говорить їм, що Креш і Едді в небезпеці. Зі та опосуми звільняють Бака і за допомогою інших б'ються з Орсоном і його армією. Бак намагається пояснити Орсону, що всі повинні жити в мирі, але Орсон зарозуміло відкидає його і продовжує битися. З'ясувавши, що Орсон керує хижаками за допомогою вогню, Креш і Едді створюють свій власний вогонь, зупиняють хижаків і змушують їх переслідувати Орсона, рятуючи Загублений світ.
Еллі та інші вибачаються перед Крешем і Едді і просять їх повернутися додому, але Креш і Едді заявляють, що хочуть залишитися в Загубленому світі з Баком і Зі. Засмучена їх рішенням Еллі дозволяє їм залишитися і прощається з ними, але Креш і Едді, як і раніше, часто відвідують банду.

## У ролях
- Саймон Пегг в ролі Бакмінстера «Бака» Вайлда: одноокий пронира і мисливець на динозаврів[1][2].
- Вінсент Тонг і Аарон Гарріс у ролях Креша і Едді: близнюки-пустуни опосуми, прийомні брати Еллі[1][2].
- Уткарш Амбудкар в ролі Орсона: лиходійський протоцератопс з опуклим мозком, який хоче захопити контроль над Загубленим світом[1].
- Жустіна Мачадо в ролі Зі: зорілла, колишній член команди супергероїв Бака[1][3].
- Шон Кенін Еліас-Рейз в ролі Менні: шерстистий мамонт, чоловік Еллі і ватажок стада[1][2].
- Джейк Грін в ролі Сіда: тупуватий наземний лінивець і засновник стада[1][2].
- Скайлер Стоун в ролі Дієго: шаблезубий тигр, член стада[1][2].
- Домінік Дженнінгс в ролі Еллі: шерстистий мамонт, дружина Менні і прийомна сестра Креша і Едді[1][2].

Додаткові голоси: Тео Бордерс, Джейсон Гарріс, Крістін МакГуайр, Шакіра Джанай Пайє, Пітер Памела Роуз і Джейсон Лінере Вайт.

## Виробництво

### Розробка і кастинг
У липні 2016 року видання Bustle відзначило, що шанси на появу 6-ї частини франшизи «Льодовиковий період» відносно високі, але будуть залежати від касових зборів п'ятого фільму.
У серпні 2018 року генеральний директор 20th Century Fox Стейсі Снайдер оголосив про розробку телевізійного серіалу, в центрі якого буде персонаж Бака, виробником якого виступить Blue Sky Studios. У грудні 2020 року було підтверджено, що проєкт був перероблений у фільм під назвою «Льодовиковий період: Пригоди Бака Вайлда», в центрі якого буде пригода Бака у світі динозаврів разом з Крешем і Едді. Повідомлялося, що Саймон Пегг повернеться до ролі Бака.
Blue Sky була закрита 10 квітня 2021 року, отже, багато з їхніх майбутніх проєктів були скасовані. Ннезважаючи на це, виробництво фільму «Льодовиковий період: Пригоди Бака Вайлда» тривало. 14 січня 2022 року режисер Джон К. Донкін і виконавчий продюсер Лорі Форте заявили, що Blue Sky ніколи не брала участь у роботі над фільмом. Пізніше це підтвердили продюсери «Льодовикового періоду: Скрат-казки» Кріс Ведж, Майкл Кнапп і Ентоні Нісл в інтерв'ю Paste в квітні 2022 року.
На відміну від попередніх фільмів «Льодовиковий період», випущених 20th Century Fox і вироблених 20th Century Fox Animation і Blue Sky, цей фільм був проведений Walt Disney Pictures, після того як з невідомих причин був переміщений з 20th Century Studios і 20th Century Animation.
Саймон Пегг повторив свою роль Бака з фільмів «Льодовиковий період 3: Ера динозаврів» і «Льодовиковий період: Курс на зіткнення», на яку він був затверджений ще під час анонсу фільму. Однак він був єдиним актором, який повернувся з попередніх фільмів, тоді як Рей Романо, Джон Легвізамо, Деніс Лірі, Квін Латіфа, Шон Вільям Скотт і Джош Пек були замінені.

### Анімація і музика
Анімація була передана на аутсорсинг компанії Bardel Entertainment у Ванкувері. Раніше Bardel співпрацювала з Disney і 20th Century Animation в роботі над фільмом «Щоденник навіженої дитини» (2021). У створенні «Льодовиковий період: Пригоди Бака» було задіяно близько 80 осіб. Майже все виробництво велося віддалено, що призвело до того, що Донкін ніколи не зустрічався з усією командою. Донкін сказав: «Це була досить мізерна команда. Проте всі змогли по-справжньому сконцентруватися і наполегливо працювати, не виходячи з дому». Також сказав, що вони закінчили виробництво фільму наприкінці 2020 року.
Бату Сейнер написав музичну партитуру. Саундтрек був випущений 28 січня 2022 року компаніями Hollywood Records і Walt Disney Records.

## Реліз і маркетинг
Фільм був випущений у США і Канаді 28 січня 2022 року як оригінальний фільм Disney+. Пізніше він був випущений на Disney+ в інших країнах 25 березня 2022 року.
Перший погляд на фільм був показаний 10 грудня 2020 року на Дні інвестора компанії Disney, на якому зображені Креш і Едді, врятовані Баком і його птеродактилем Пенелопою від загибелі.
Для просування міжнародного релізу фільму компанія Disney найняла двох художників, Джо і Макса, для створення 3D стріт-арту, заснованого на персонажах і дизайні фільму, вперше поміченого в Лондоні. Одноденний захід, що відбувся 22 березня 2022 року, згодом буде використано для благодійних партнерів, включно з британськими відділеннями Фонду Make-A-Wish Foundation.

## Оцінювання
На сайті-агрегаторі рецензій Rotten Tomatoes 17% з 35 відгуків критиків є позитивними із середньою оцінкою 3,70/10. Metacritic, який використовує середньозважене значення, присвоїв фільму оцінку 30 зі 100 на основі 5 критиків, що вказує на «загалом несприятливі відгуки».
Кортні Говард з Variety дала фільму негативну рецензію, зазначивши, що в центрі уваги сюжету перебувають основні персонажі попередніх фільмів «Льодовиковий період», а не тільки титулований Бак. Вона також відзначила проблематичне уявлення про інвалідність і те, що анімація «схожа на пізню стадію попереднього перегляду», закінчивши рецензію словами про те, що фільм «повинен був залишитися на льоду». Наталія Вінклман із The New York Times сказала, що вона була розчарована тим, що у фільмі були замінені майже всі голоси знаменитостей, і заявила, що з усіх «гріхів» фільму непростим була відсутність Скрата . Давши фільму оцінку D+, Джессі Гассенджер з The A.V. Club негативно порівняла його з іншими сиквелами Disney, що виходили в прямому ефірі, сказавши: «новий прямий сиквел «Льодовикового періоду» — це пересічний шматок контенту».
Марк Кеннеді з Associated Press поставив фільму 2 зірки з 4, написавши: «Візуально і в плані сюжету він нітрохи не перевершує багато з того, що діти можуть дивитися по телевізору в наші дні. Це франшиза, яка, здається, повільно йде по шляху динозаврів, поки ми пускаємо слину». Лора Міллар із The Michigan Daily написала, що була дещо розчарована зміною акторів і «елементарним сюжетом», але сказала, що найбільше її засмутило те, що фільм знятий не для тієї ж аудиторії, що й минулі фільми «Льодовикового періоду».

## В майбутньому
У рекламному комплекті фільму згадується ще один фільм «Льодовиковий період», що знаходиться в розробці, сценарій якого написав Рей Делаурентіс. Лорі Форте обговорив можливість продовження, сказавши: «Я думаю, що це трохи передчасно. Ми сподіваємося, що люди відреагують на це, що допоможе нам зробити ще один фільм. Якщо глядачі захочуть, у нас є багато ідей. Ідеям, пригодам і персонажам немає кінця, тож ми готові, якщо вони будуть готові».